# GrandOrgue
GrandOrgue ist ein Software-Sampler für Pfeifenorgeln, benannt nach der französischen Bezeichnung für das primäre Teilwerk einer Orgel, dem „Hauptwerk“.
Die Ansteuerung der Software erfolgt über MIDI. Die einem Spieltisch nachempfundene Oberfläche ermöglicht die Bedienung der Register am Bildschirm mit der Maus oder über einen oder mehrere Touchscreens; auch eine Steuerung per MIDI-Befehl ist möglich. Die Software arbeitet mit Aufnahmen (Samples) echter Orgelpfeifen, die als sogenannte ODF-Files (Organ-Definition-Files) eingebunden werden müssen. Der Download des Programms und der ODF-Files ist kostenlos. Samplesets für GrandOrgue sind kostenlos im Internet downloadbar. Als zusätzliche Variante werden auch Samplesets diverser Cembali, elektronischer Orgeln oder Carillons angeboten.
Vorbild für die Programmierung von GrandOrgue war das Programm Hauptwerk.

## Funktionsweise

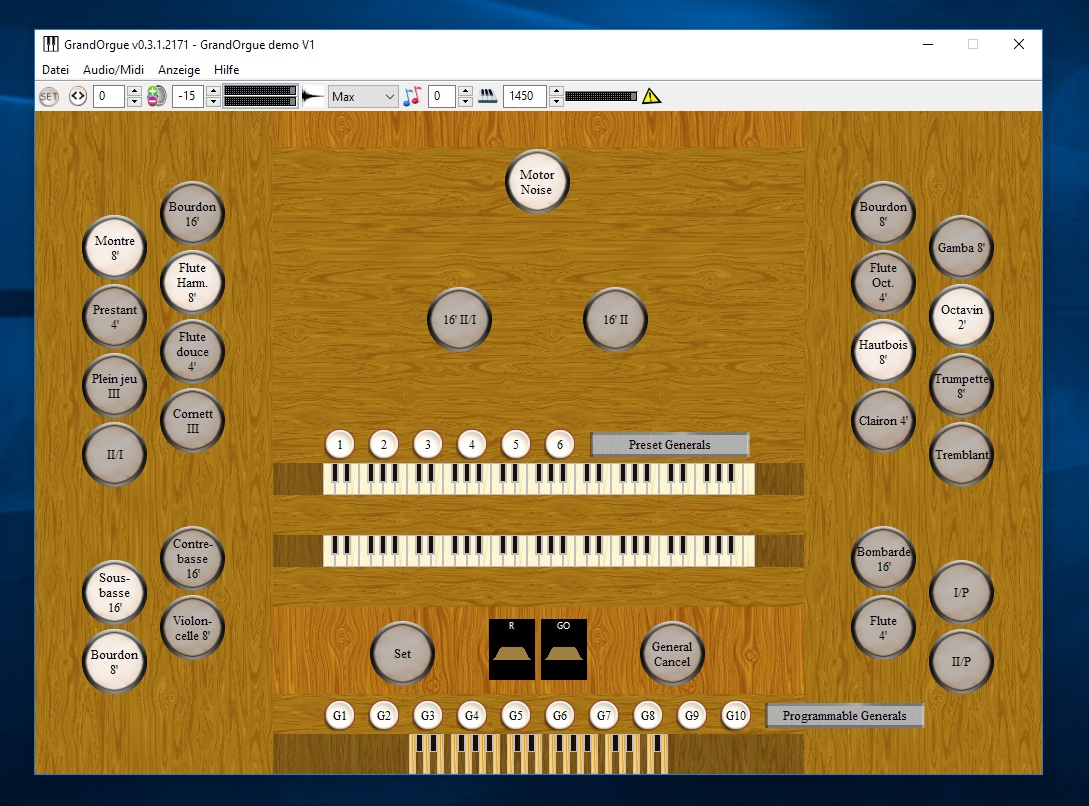
Screenshot der Demo-Orgel. Die hellen Registerzüge sind aktiviert.

GrandOrgue imitiert die Eigenschaften einer realen Pfeifenorgel. Dies betrifft nicht nur die Möglichkeit, bestimmte Stimmungen auswählen, sondern auch den Vorteil, die Parameter der einzelnen „Pfeifen“ (Pegel, Verstärkung, Stimmung in Cent) individuell anpassen, diese also intonieren oder stimmen zu können. Über zusätzliche Spielhilfen (Generals, Divisionals, Koppeln, Schweller etc.) lassen sich weitere Funktionen simulieren, über die die ursprüngliche Orgel gar nicht verfügte. So können z. B. ein Absteller „Zungen an/ab“ mit Hilfe der „Scope/Scoped“-Funktion 

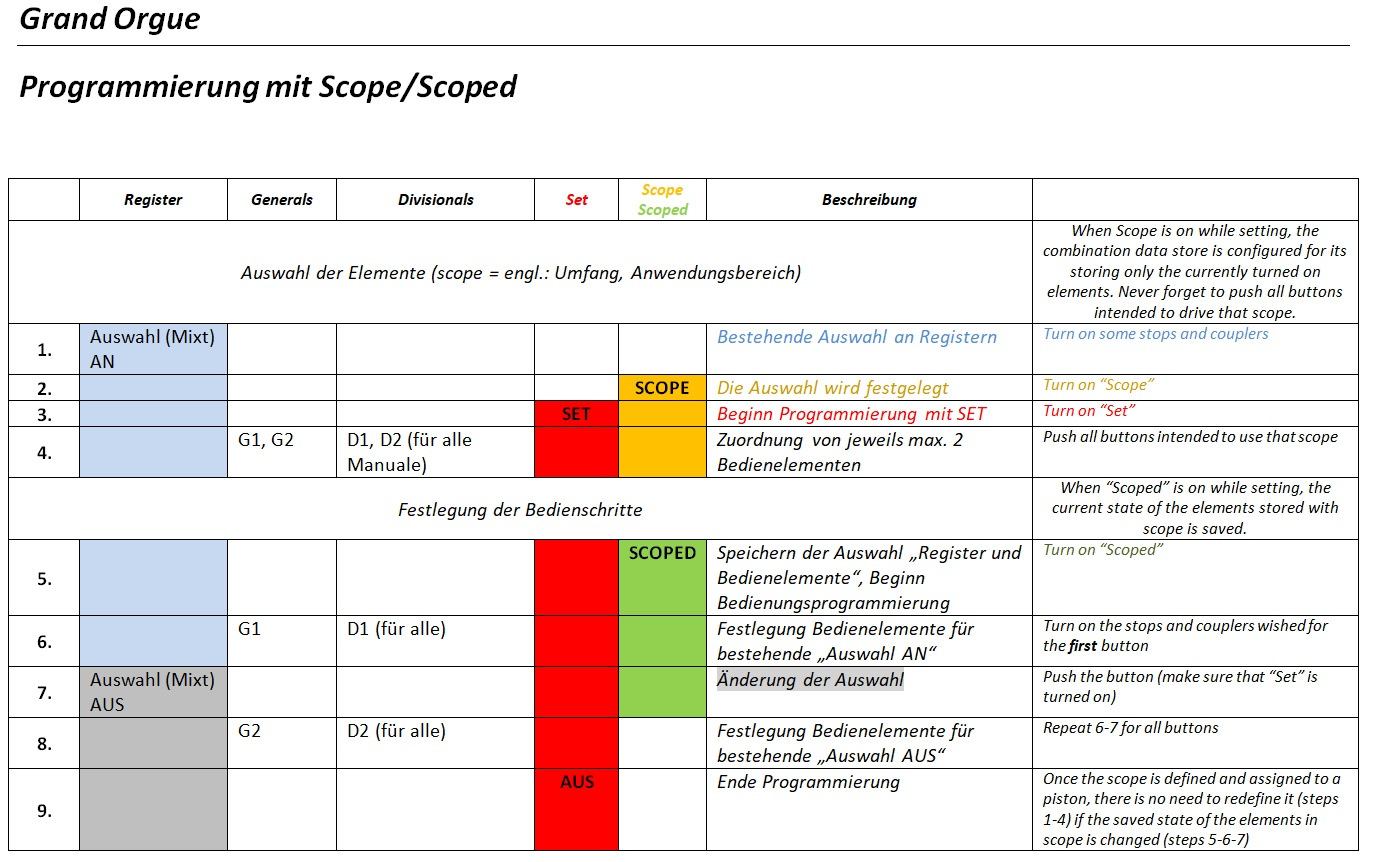
GO scope scoped

 oder auch mehrere unterschiedlich ausgelegte Crescendo-Pedale problemlos realisiert werden.
Die Einrichtung und der Anschluss an einen MIDI-fähigen Orgelspieltisch sind problemlos. Die Zuordnung jedes einzelnen Manuals sowie sämtliche Spielhilfefunktionen können unmittelbar „gelernt“ werden, indem die Software die Aktion, also den MIDI-Kanal und den Steuerbefehl, erkennt und speichert. In der Grundausstattung enthält GrandOrgue als Demo eine zweimanualige Orgel mit 20 Registern.
Faltungshall ist integriert. Die dazu notwendigen kleinen WAV-Dateien sind kostenfrei von mehreren Anbietern downloadbar.
Über entsprechende Interfaces (z. B. Contact-to-MIDI) können potentialfreie Taster als Bedienelemente in beliebiger Zahl und Anordnung eingesetzt werden.
Die Audio-Ausgabe über ASIO ist möglich.

## Stimmungen
Die Software bietet eine große Anzahl voreingestellter Stimmungen an. Mit der softwareseitig vorhandenen Tastatur können die Zusammenklänge und Registrierungen, dank „einrastender Tasten“, auf jedem Computer erprobt und angehört werden.
| Kategorie                          | Stimmung                                          |
| ---------------------------------- | ------------------------------------------------- |
| Originale Stimmung                 |                                                   |
| gleichstufige Stimmung             |                                                   |
| 1⁄4 Komma mitteltönig (Aaron 1523) |                                                   |
| 1⁄4 Komma Variante                 | 1⁄4-Komma mitteltönig angenähert                  |
| 1⁄4 Komma Variante                 | 1⁄4-Komma gleichstufige Quinte                    |
| 1⁄4 Komma Variante                 | Alexander Metcalf Fisher                          |
| 1⁄4 Komma Variante                 | Chaumont                                          |
| 1⁄4 Komma Variante                 | Corrette (1753)                                   |
| 1⁄4 Komma Variante                 | Couperin                                          |
| 1⁄4 Komma Variante                 | d'Alembert modifiziert mitteltönig (1726)         |
| 1⁄4 Komma Variante                 | Ferdinand Bossard (1743/44) Klosterkirche Muri    |
| 1⁄4 Komma Variante                 | Fisk-Vogel: Memorial Church in Stanford           |
| 1⁄4 Komma Variante                 | Mersenne's getestet mitteltönig 1                 |
| 1⁄4 Komma Variante                 | Rameau bemols                                     |
| 1⁄4 Komma Variante                 | Rameau dieses                                     |
| 1⁄4 Komma Variante                 | Rameau's modifiziert mitteltönige Stimmung (1725) |
| 1⁄4 Komma Variante                 | Rameau Neues System (1726)                        |
| 1⁄4 Komma Variante                 | Stade St. Cosmae                                  |
| 1⁄5 Komma                          | 1⁄5-Komma mitteltönig (Verheijen)                 |
| 1⁄5 Komma                          | Holden (John) 1770                                |
| 1⁄5 Komma                          | Scheffert (1748) modifiziert, Sweden              |
| 1⁄5 Komma                          | Keller (Gottfried) 1707                           |
| 1⁄5 Komma                          | Schnitger Orgel St. Jakobi, Hamburg               |
| 1⁄6 Komma                          | 1⁄6-Komma mitteltönig                             |
| 1⁄6 Komma                          | 1⁄6-Komma (bemols)                                |
| 1⁄6 Komma                          | 1⁄6-Komma (dieses)                                |
| 1⁄6 Komma                          | 1⁄6-Komma gleichstufige Quinte                    |
| 1⁄6 Komma                          | 1⁄6-Komma, Wolfsquinte verteilt auf 4 Quinten     |
| 1⁄6 Komma                          | Freytag Organ Bellingwolde 1798/2002              |
| 1⁄6 Komma                          | G-Silbermann Nr. 2                                |
| 1⁄6 Komma                          | Sauveur (Memoires 1701)                           |
| Verschiedene Kommata               | 3⁄14-Komma mitteltönig (Giordano Riccati, 1762)   |
| Verschiedene Kommata               | Lambert (1774) 1⁄7-Komma                          |
| Verschiedene Kommata               | Variable meantone 1                               |
| Verschiedene Kommata               | Variable meantone 2                               |
| Verschiedene Kommata               | Variable meantone 3                               |
| Verschiedene Kommata               | Variable meantone 4                               |
| Verschiedene Kommata               | William Holder gleichschwebend (1694)             |
| Verschiedene Kommata               | Zarlino (1558) 2⁄7-Komma mitteltönig              |
| Pythagoräisch                      | Pythagoräisch                                     |
| Pythagoräisch                      | Boulliau (1373)/Mersenne 1636                     |
| Pythagoräisch                      | De Caus (1615)                                    |
| Pythagoräisch                      | Grammateus (1518)                                 |
| Pythagoräisch                      | Henri Arnaut de Zwolle (1436)                     |
| Pythagoräisch                      | Sauveur 1702                                      |
| Andere                             | Reines Dur                                        |
| Andere                             | Reines Moll                                       |
| Andere                             | Smith's (Robert) Equal Harmony 1749               |
| wohltemperiert                     | 1⁄5-Komma mitteltönig (Verheijen)                 |
| wohltemperiert                     | Bach (Bradley Lehman)                             |
| wohltemperiert                     | Barca 1786                                        |
| wohltemperiert                     | Bethisy temperament ordinaire (1764)              |
| wohltemperiert                     | Freres Jullien Organ, France (1690)               |
| wohltemperiert                     | Ganassi (Sylvestro) – 1543                        |
| wohltemperiert                     | Gottfried Silbermann Nr. 1                        |
| wohltemperiert                     | Heun (Jan) 1805                                   |
| wohltemperiert                     | Hinsz (1704–1785), Pelstergasthuiskerk Groningen  |
| wohltemperiert                     | Kellners Bach Stimmung                            |
| wohltemperiert                     | Kepler's choice system (1619)                     |
| wohltemperiert                     | Kirnberger III                                    |
| wohltemperiert                     | Koenig Balthasar Organ Nederehe 1714              |
| wohltemperiert                     | Mercadier's wohltemperiert                        |
| wohltemperiert                     | Malerbi's wohltemperiert Nr. 1 (1794)             |
| wohltemperiert                     | Mark, Lindley, Grosvenor Chapel, London           |
| wohltemperiert                     | Marpurg Nr. 1                                     |
| wohltemperiert                     | Marpurg Nr. 2                                     |
| wohltemperiert                     | Marpurg Nr. 3                                     |
| wohltemperiert                     | Marpurg Nr. 4                                     |
| wohltemperiert                     | Marpurg Nr. 5                                     |
| wohltemperiert                     | Marpurg Nr. 7                                     |
| wohltemperiert                     | Marpurg Nr. 8                                     |
| wohltemperiert                     | Marpurg Nr. 9                                     |
| wohltemperiert                     | Marpurg Nr. 11                                    |
| wohltemperiert                     | Marpurg Nr. 12                                    |
| wohltemperiert                     | Mod. Silbermann Nr. 2                             |
| wohltemperiert                     | Neidhardt I (1724)                                |
| wohltemperiert                     | Neidhardt II (1724)                               |
| wohltemperiert                     | Neidhardt III (1724)                              |
| wohltemperiert                     | Norden                                            |
| wohltemperiert                     | Prelleur (Peter) 1731                             |
| wohltemperiert                     | Rousseau's temperament (1768)                     |
| wohltemperiert                     | Schlick (Arnolt), 1511                            |
| wohltemperiert                     | Schlick 1555                                      |
| wohltemperiert                     | Schlick's (1991)                                  |
| wohltemperiert                     | Sorge 1744 (A)                                    |
| wohltemperiert                     | Sorge 1744 (B)                                    |
| wohltemperiert                     | Sorge 1758                                        |
| wohltemperiert                     | Thomas/Philpott 1829/1881 Orgel, St. Jansklooster |
| wohltemperiert                     | Valotti                                           |
| wohltemperiert                     | Wegscheider 20 note                               |
| wohltemperiert                     | Werckmeister III                                  |
| wohltemperiert                     | Werckmeister 4 (1691)                             |
| wohltemperiert                     | Werckmeister 5 (1691)                             |
| wohltemperiert                     | Werckmeister 6                                    |
| Harpsichord / Piano / Monochord    | Agricola's Monochord, Rudimenta musices (1539)    |
| Harpsichord / Piano / Monochord    | Bermudo (1555)                                    |
| Harpsichord / Piano / Monochord    | d'Alembert's Sankey's Scarlatti                   |
| Harpsichord / Piano / Monochord    | Gleichstufige Victorianische Piano-Stimmung       |
| Harpsichord / Piano / Monochord    | Hummel's quasi-equal temperament (1829)           |
| Harpsichord / Piano / Monochord    | Mersenne Spinett 1                                |
| Harpsichord / Piano / Monochord    | Mersenne Spinett 2                                |
| Harpsichord / Piano / Monochord    | Ramos de Pareja 1482 – Monochord                  |
| Harpsichord / Piano / Monochord    | Sauveur Monochord 1697                            |
| Harpsichord / Piano / Monochord    | Sorge Monochord (1756)                            |
| Harpsichord / Piano / Monochord    | Stevin (Simon), Monochord 1585                    |
| Harpsichord / Piano / Monochord    | Victorianische Stimmung 1885                      |